# Kham Keut
Koning Somdetch Brhat-Anya Kama Kirti, beter bekend onder de naam Kham Keut, volgde Khai Bua Ban op als 10e koning van het Zuidoost-Aziatische koninkrijk Lan Xang in 1436. 
Hij was een zoon van koning Phaya Samsenthai en een slavin. Zijn halfzus Kaeva Kumari (Keo Phim Fa) zette hem op de troon. Hij beweerde dat hij een reïncarnatie was van Phaya Samsenthai en de mensen geloofden hem omdat hij zich alle bijzonderheden kon herinneren. Hij stierf aan een toeval in 1438. Voor zover bekend was hij kinderloos. Hij werd opgevolgd door Keo Phim Fa.